# Geologenhammer

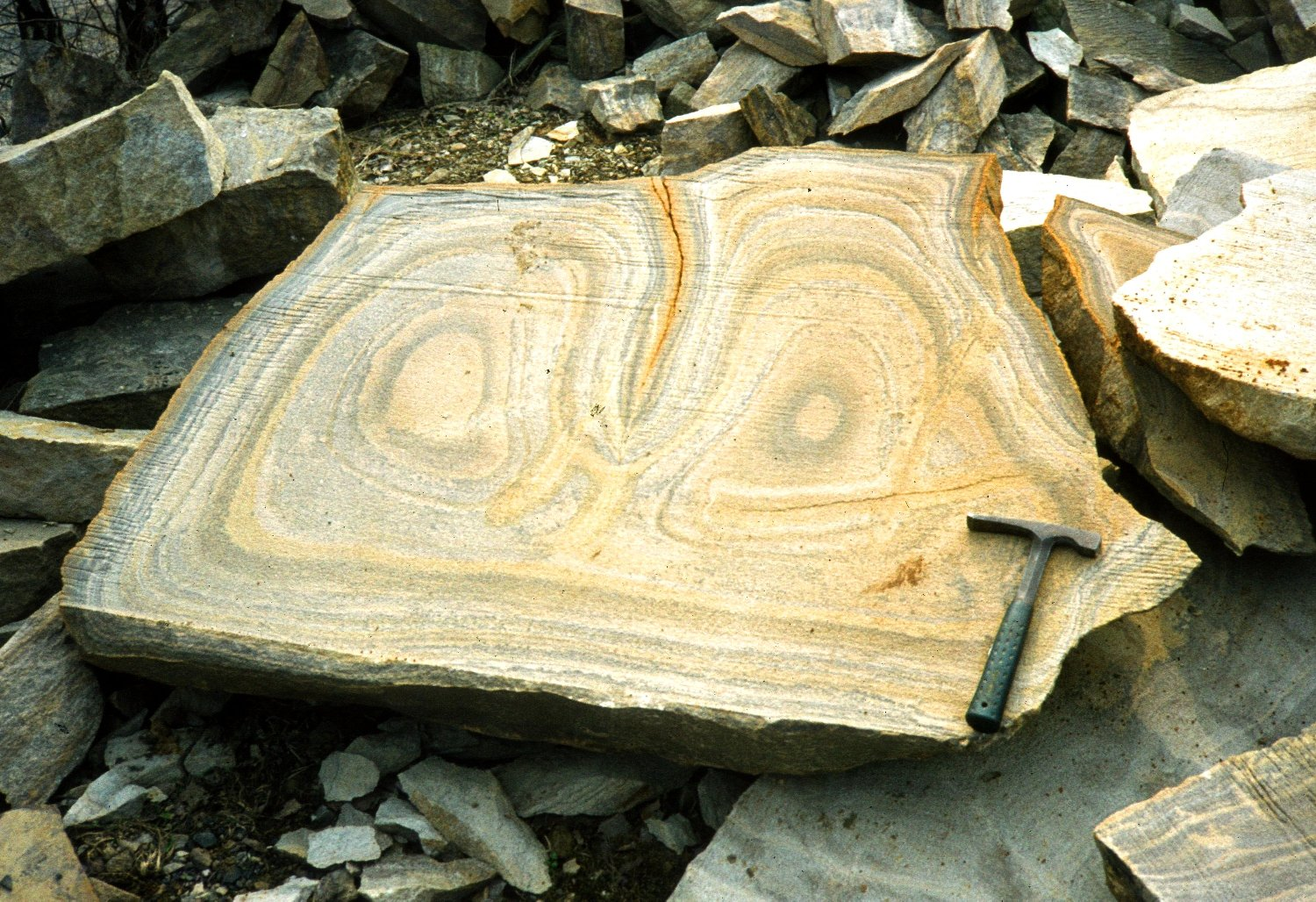
Geologenhammer als Bildmaßstab

Der Geologenhammer ist ein Spezialhammer für die geologische Geländearbeit. Er wird benutzt, um das anstehende Gestein zur Erzeugung frischer Bruchflächen oder zur Gewinnung von Handstücken anzuschlagen, da bereits angewitterte Oberflächen es oft nicht erlauben, die Originalfarbe, die grobe mineralische Zusammensetzung oder die Textur des Gesteins korrekt zu bestimmen. Die gewonnenen Gesteinsproben können für weiterführende geologische Untersuchungen, etwa eine exakte Gesteinsbestimmung mittels Dünnschliff, oder Labormethoden, wie eine Isotopenanalyse oder eine radiometrische Datierung, verwendet werden. Bei der Fossiliensuche dienen kräftige Schläge mit dem Geologenhammer dazu, einen harten Gesteinsblock auf seinen Fossilgehalt zu prüfen, da dieser bevorzugt an den Kontaktflächen zwischen Fossil und Nebengestein aufplatzt. Daneben wird ein Geologenhammer bei Fotoaufnahmen im Gelände oft als Maßstab eingesetzt.

## Ausführungen

### Form des Hammerkopfes

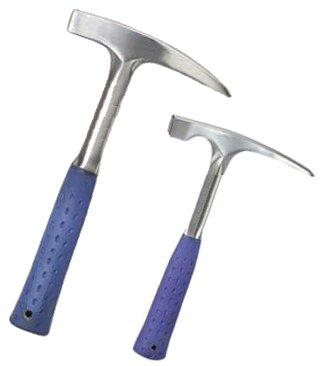
Geologenhämmer, links: Pick-, rechts: Schürfhammer (nicht maßstäblich)

Hierbei unterscheidet man Pickhämmer und Schürfhämmer.
- Pickhämmer stellen eine Kombination aus Hammer und Pickel dar. Der kräftige, leicht nach unten gebogene Schlagdorn erlaubt einen präzisen Schlag mit maximaler Kraftübertragung auf einen ganz bestimmten Punkt. Pickhämmer eignen sich deshalb genauso gut zum Spalten dünnplattig geschichteter oder geschieferter Gesteine wie zum groben Herauspickeln einzelner Mineralstufen oder Fossilien aus dem umgebenden Gestein. Ebenso hat der Pickhammer eine größere Eindringtiefe in angewitterte oder aufgelockerte Gesteine als ein Schürfhammer.
- Schürfhämmer besitzen einen Kopf mit einer flachen, quer zum Stiel stehenden Finne. Ähnlich wie bei einem Maurerhammer oder Steinmetzdexel weist die Finne eine angeschliffene Schneide auf, ist aber in der Regel schmaler. Sie dient vor allem dazu, die Gesteinsproben zu handlichen Stücken zurechtzuhauen, aber auch dazu, einen Aufschluss wie mit einer kleinen Hacke von Vegetation oder Lockergesteinen zu säubern. Wider Erwarten eignen sich Schürfhämmer nur bedingt dazu, Handstücke entlang ihrer Schichtung aufzuspalten, denn hierzu muss die Schneide genau schichtparallel auftreffen, was nicht immer gelingt.

### Verbindung zwischen Hammerkopf und -Stiel und Material von Stiel und Griff

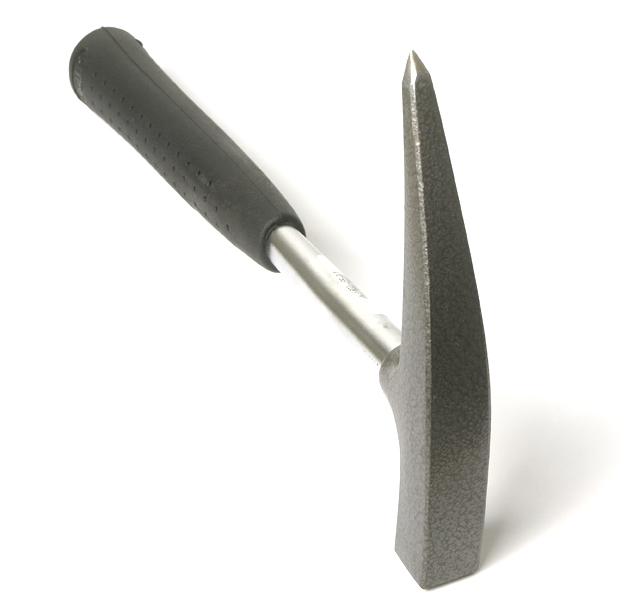
Geologenhammer (Pickhammer), mit Rohrstiel

Beliebt sind Geologenhämmer, bei denen Stiel und Kopf aus einem einzigen Stück gehärteten Stahls geschmiedet sind. Anders als bei Hämmern mit einem Stiel aus Holz oder einem angeschweißten Stahlrohr ist bei einem Vollstahlhammer die Gewichtsverteilung gleichmäßiger und das Übergewicht des Kopfes erzeugt weniger Unwucht beim Schlag (was besonders das Handgelenk schont). Außerdem ist die Gefahr sehr viel geringer, dass der Kopf bei Überbeanspruchung abbricht. Allerdings sind Hämmer mit angesetztem Stiel deutlich (bis zur Hälfte) billiger, und ein Holzgriff hat den Vorteil, dass er leicht ersetzt werden kann, während ein abgebrochener Stahlhammer unbrauchbar wird. Die Griffe sind bei Stahlhämmern meist aus Vinyl. Griffe aus Leder sind zwar dekorativer, aber weniger rutschfest, und neigen dazu, auszutrocknen und sich zu lösen.

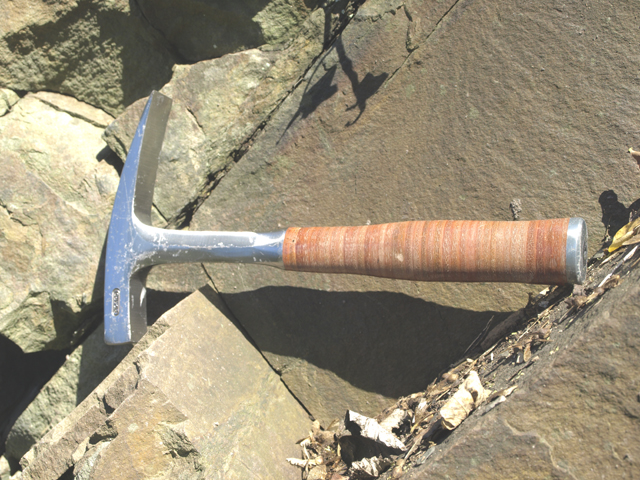
Geologenhammer (Schürfhammer) mit Ledergriff

### Gewicht und Stiellänge
Die Schlagkraft eines Hammers hängt im Wesentlichen vom Gewicht des Kopfes und der Länge des Stiels ab. Je schwerer und länger, desto effektiver der Schlag, aber auch umso unhandlicher der Hammer. Gängig sind Hämmer mit einem Gewicht von 350 bis 650 g und einer Stiellänge von 30 bis 40 cm. Ein Hammer mit einem Gewicht um 460 g gilt als brauchbar für die meisten Zwecke. In weicheren Sedimentgesteinen sind leichtere (Schürf-)Hämmer oftmals völlig ausreichend. Schwerere (Pick-)Hämmer werden gerne für harte metamorphe und magmatische Gesteine benutzt.
In der Archäologie werden gerne deutlich kleinere „Präzisionshämmer“, mit einem Gewicht von 225 g und weniger verwendet.
Bei der geologischen Geländearbeit in Regionen mit sehr harten Kristallingesteinen werden zuweilen sehr schwere und lange Pickhämmer, sogenannte Kristallinhämmer, benutzt. Sie haben ein Gewicht von deutlich über 700 g und einen bis zu 80 cm langen Stiel. Hierbei kann der Hammer als Wanderstock benutzt werden, mit dem Kopf als Handgriff, oder ähnlich wie ein Eispickel.

### Fäustel
Keine Geologenhämmer im eigentlichen Sinn sind speziell für die geologische Geländearbeit konzipierte Fäustel. Auch sie werden zum Brechen besonders harten Gesteins, wie Metamorphiten oder Plutoniten, genutzt. Mit einem  Gewicht von üblicherweise 1 bis 2 kg sind sie noch schwerer als Kristallinhämmer.

## Arbeitssicherheit
Bei der Arbeit mit dem Geologenhammer ist besondere Vorsicht geboten (z. B. Schutzbrille, Handschuhe), da Gesteins- oder Stahlsplitter wie Geschosse wirken können. Besonders gefährlich ist es, zwei Geologenhämmer nach Art von Schlägel und Eisen zu benutzen, da gerade bei identischer Zähigkeit und Härte das Abplatzen von Stahlsplittern zu erwarten ist. Ebenso wird davon abgeraten, Geologenhämmer wie einen sogenannten Strahlstock zu benutzen, um gewaltsam Gesteinsspalten aufzubrechen. Leicht verbiegt sich hierbei das Metall und wird brüchig oder der Stiel bricht ab.

## Trivia
In dem Film Die Verurteilten kommt einem Geologenhammer eine bedeutende Rolle zu. Der Protagonist lernt im Gefängnis bei der Beschaffung des Hammers seinen besten Freund kennen und gräbt sich in 20 Jahren damit einen Weg in die Freiheit.